# Helmut Gier
Helmut Gier (* 21. Juli 1947 in Augsburg) ist ein deutscher Bibliothekar.

## Leben
Helmut Gier studierte Germanistik und Romanistik an der Universität München. Nach seiner Magisterprüfung im Jahre 1973 folgte dort 1976 seine Promotion bei Roger Bauer. Seit 1973 versah Gier einen Lehrauftrag an der Universität München, 1978 trat er als Bibliotheksreferendar an der Universitätsbibliothek Augsburg in die Ausbildung für den höheren Bibliotheksdienst ein und legte 1980 die Fachprüfung an der Bayerischen Bibliotheksschule in München ab. Er war zunächst an der Universitätsbibliothek Erlangen und der Universitätsbibliothek Augsburg tätig. Gier war von 1985 bis 2012 Direktor der Staats- und Stadtbibliothek Augsburg. Die Staats- und Stadtbibliothek Augsburg ging – nach dem Ausscheiden von Gier in den Ruhestand – 2012 in die Trägerschaft des Freistaats Bayern über.
Gier hat sich durch zahlreiche Ausstellungen und Veröffentlichungen vor allem zur Buch-, Bibliotheks- und Verlagsgeschichte Augsburg sowie über den aus Augsburg stammenden Bertolt Brecht einen Namen gemacht.

## Schriften (Auswahl)
- Die Entstehung des deutschen Expressionismus und die antisymbolische Reaktion in Frankreich. Die literarische Entwicklung Ernst Stadlers (= Münchener germanistische Beiträge, Bd. 21). Fink, München 1977, ISBN 3-7705-1398-3 (Dissertation Universität München)
- (mit Ingeborg Salzbrunn): 450 Jahre Staats- und Stadtbibliothek Augsburg. Kostbare Handschriften und alte Drucke. Staats- und Stadtbibliothek Augsburg 1987.
- (Hrsg., mit Johannes Janota): Von der Augsburger Bibelhandschrift zu Bertolt Brecht. Zeugnisse der deutschen Literatur aus der Staats- und Stadtbibliothek und der Universitätsbibliothek Augsburg. Konrad, Weissenhorn 1991, ISBN 3-87437-313-4.
- (Mithrsg.): Liebste Bi. Briefe an Paula Banholzer / Bertolt Brecht. Suhrkamp, Frankfurt/M. 1992, ISBN 3-518-40487-3.
- (Mithrsg.): Augsburger Kinderbücher von 1750 bis 1945 aus der Staats- und Stadtbibliothek Augsburg. SoSo-Verl., Augsburg 1993, ISBN 3-923914-22-9.
- (Hrsg.): Reformation und Reichsstadt. Luther in Augsburg. Wissner, Augsburg 1996, ISBN 3-89639-020-1.
- (Hrsg.): Der junge Brecht. Aspekte seines Denkens und Schaffens. Königshausen & Neumann, Würzburg 1996, ISBN 3-8260-1265-8.
- (Mithrsg.): Caspar Neher. Der größte Bühnenbauer unserer Zeit ; * 11.4.1897 Augsburg - + 30.6.1962 Wien. Westdeutscher Verlag, Opladen 1997, ISBN 3-531-13162-1.
- (Hrsg., mit Johannes Janota): Augsburger Buchdruck und Verlagswesen. Von den Anfängen bis zur Gegenwart. Harrassowitz, Wiesbaden 1997, ISBN 3-447-03624-9.
- (Hrsg.): Ständebuch. Der Mensch in seinen verschiedenen Lagen und Ständen für die Jugend geschildert / Paul von Stetten. Uhl, Nördlingen 1998.
- (Mitautor): Brechthaus Augsburg. Ein Begleitbuch zur ständigen Ausstellung im Geburtshaus Bertolt Brechts in Augsburg. Stadt Augsburg 2000.
- (Hrsg.): 350 Jahre Augsburger Hohes Friedensfest. Stadt Augsburg 2000.
- Augsburger Buchwesen und Kunst der Druckgraphik im zweiten Jahrzehnt des 17. Jahrhunderts. In: John Roger Paas (Hrsg.): Augsburg, die Bilderfabrik Europas.  Essays zur Augsburger Druckgraphik der frühen Neuzeit (= Schwäbische Geschichtsquellen und Forschungen, Bd. 21). Wißner, Augsburg 2001, ISBN 3-89639-280-8, S. 55–70.
- (Hrsg.): Jakob Bidermann und sein „Cenodoxus“. Der bedeutendste Dramatiker aus dem Jesuitenorden und sein erfolgreichstes Stück (= Jesuitica, Bd. 8). Schnell + Steiner, Regensburg 2005, ISBN 3-7954-1729-5.
- (Hrsg.): Brecht in der Buchkunst und Graphik. Verlagsgemeinschaft Augsbuch, Augsburg 2005, ISBN 3-938332-19-0.
- Das Nebeneinander der Konfessionen nach 1555 im Spiegel von Reiseberichten aus Bayrisch Schwaben. In: Wolfgang Wüst (Hrsg.): Der Augsburger Religionsfriede 1555. Ein Epochenereignis und seine regionale Verankerung. Wißner, Augsburg 2005, ISBN 3-89639-507-6, S. 87–106.
- Die Stapelstadt der katholischen Buchhandlung in Deutschland. Augsburg als Verlagsort jesuitischen Schrifttums vor und nach der Aufhebung der Gesellschaft Jesu. In: Zeitschrift des Historischen Vereins für Schwaben, Bd. 101 (2007), S. 151–170.
- Augsburg – München. Ein kulturelles Beziehungsgeflecht zwischen Einfluss, Vermittlung, Symbiose und Rivalität im 16. und frühen 17. Jahrhundert. In: Zeitschrift des Historischen Vereins für Schwaben, Bd. 100 (2008), S. 233–266.
- Die ostschwäbische und altbayerische Verlagslandschaft in der Epoche des Späthumanismus. In: Alois Schmid (Hrsg.): Justus Lipsius und der europäische Späthumanismus in Oberdeutschland (= Zeitschrift für bayerische Landesgeschichte, Beiheft, Bd. 33). Beck, München 2008, S. 143–164, ISBN 978-3-406-10674-3.
- (Hrsg.): Selbstbiographie. Die Lebensbeschreibung des Patriziers und Stadtpflegers der Reichsstadt Augsburg (1731–1808) / Paul von Stetten d. J. Drei Teile (= Veröffentlichungen der Schwäbischen Forschungsgemeinschaft, Reihe 6, Bd. 5). Wißner, Augsburg 2009–2016.
- Die Bibliothek der Reichsabtei St. Ulrich und Afra und ihr Schicksal. In: Jahrbuch / Verein für Augsburger Bistumsgeschichte, Bd. 45 (2011), S. 1008–1034.
- Die Bibliothek und Druckerei des Klosters Thierhaupten. In: Studien und Mitteilungen zur Geschichte des Benediktinerordens und seiner Zweige, Bd. 122 (2011), S. 37–50.
- (Hrsg., mit Jürgen Hillesheim): Und dort im Lichte steht Bert Brecht: Rein. Sachlich. Böse. Die Schätze der Brecht-Sammlung der Staats- und Stadtbibliothek Augsburg. Wißner, Augsburg 2014, ISBN 978-3-89639-932-8.
- (Hrsg.): Reisen und Reisende in Bayerisch-Schwaben und seinen Randgebieten in Oberbayern, Franken, Württemberg, Vorarlberg und Tirol. Konrad, Weißenhorn 2015, ISBN 3-87437-561-7.
- Die Stadtbibliothek als Kunst- und Wunderkammer, Stätte des gelehrten Lebens oder Erinnerungsort? Zum Ursprung musealen Sammelns in Augsburg. In: Mark Häberlein (Hrsg.): Geschichte(n) des Wissens. Festschrift für Wolfgang E.J. Weber zum 65. Geburtstag. Wißner, Augsburg 2015, S. 321–336, ISBN 978-3-95786-038-5.
- Luthers früher Unterstützer Dr. Christoph Langenmantel und der Bruder seiner Mutter Dr. Sebastian Ilsung. Zwei Freisinger Domherren aus Augsburger Patriziergeschlechtern im Umfeld des Humanismus und der Anfänge der Reformation. In: Jahrbuch / Verein der Augsburger Bistumsgeschichte, Bd. 53 (2019), S. 75–100.
- Von der Brille zum Mikroskop. Optische Instrumente aus der Augsburger Werkstatt Johann Wiesels (1583-1652) zwischen Handwerk und Wissenschaft. In: Dietmar Schlersner (Hrsg.): Augsburg – Stadt der Medizin. Schnell + Steiner, Regensburg 2021, S. 186–199, ISBN 978-3-7954-3582-0.